# 張渝歌
張渝歌（1989年9月25日—），本名張孝誠，臺灣醫師，小說家，劇作家。以描寫犯罪本質及人心黑暗面聞名，獲選《Taiwan Tatler》50大年輕名人。
曾任診所醫師，後受香港監製許月珍之邀，開始電影劇本創作。
現為專職作家及電影編劇。

## 略歷
本名張孝誠，筆名張渝歌，生於臺灣台中市，國立陽明大學醫學系。2014年以《只剩一抹光的城市》出道，獲選為台灣文學館文學好書，改編劇本曾獲中华民国文化部劇本創作獎。另有中短篇作品及文學評論散見於皇冠雜誌、中國歲月推理雜誌及誠品專欄。曾擔任全國醫學生聯合文學獎評審、全國巡迴文藝營講師、金車文學講堂講師、國立暨南國際大學校園講座講師、台北國際書展駐站作家。
2015年推出長篇推理小說《詭辯》，甫上市便登上博客來暢銷即時榜第一名，並在博客來文學小說暢銷榜超過一個月。
2018年推出第三本長篇恐怖小說《荒聞》，獲選「Books From Taiwan」最有國際版權潛力作品，並以「《蟻徒》長篇小說創作計畫」成功入選107年度的文化部青年創作補助。

## 獲獎、入圍
- 2010年〈冷色調的城市〉獲第一屆南山人壽文學獎散文優選（印刻文學）[6]
- 2010年〈生命存摺〉獲第一屆南山人壽文學獎新詩佳作（印刻文學）[6]
- 2011年〈刮痕〉入圍第一屆台灣聯合大學藝文競賽
- 2012年〈我的愛情，你按讚〉獲中華電信創新應用大賽小說獎[7]
- 2012年〈只剩一抹光的城市〉獲文化部電視節目劇本創作奬長篇佳作
- 2013年〈Siri代理人〉入圍台灣推理作家協會徵文獎複選[8]
- 2013年〈走光〉入圍金車推理微小說獎[9]
- 2014年〈漁家傲。無極客棧〉入圍第二屆華文推理大賽
- 2014年《只剩一抹光的城市》入圍台灣文學館文學好書決選
- 2016年〈亞布羅悖論〉入圍第三屆華文推理大賽

## 作品列表
單行本
2012年《台北-Another》（BOOK11，電子書）
2014年《只剩一抹光的城市》（白象文化）（ISBN 978-986-57-8045-6）
2015年  《詭辯》（要有光）（ISBN 978-986-91-6552-5）
2018年  《荒聞》（大田，已改编成电视剧《誰在你身邊》）（ISBN 978-986-17-9516-4）

短篇作品
2012年〈寫生〉（台灣推理夢工廠、中國歲月推理雜誌銀版03期）
2013年〈走光〉（中國歲月推理雜誌銀版12期）
2014年〈漁家傲。無極客棧〉（中國歲月推理雜誌銀版11期）
2015年〈餘溫〉（中國歲月推理雜誌金版4期）
2016年〈亞布羅悖論〉（中國歲月推理雜誌金版3期）
2018年〈七月流火〉（皇冠 774期）

## 外部連結
張渝歌 （页面存档备份，存于） - 張渝歌的facebook粉絲專頁
TAKOSTORIES （页面存档备份，存于） - 張渝歌的官方網站